# Ordinul Arhitecților din România

Logo

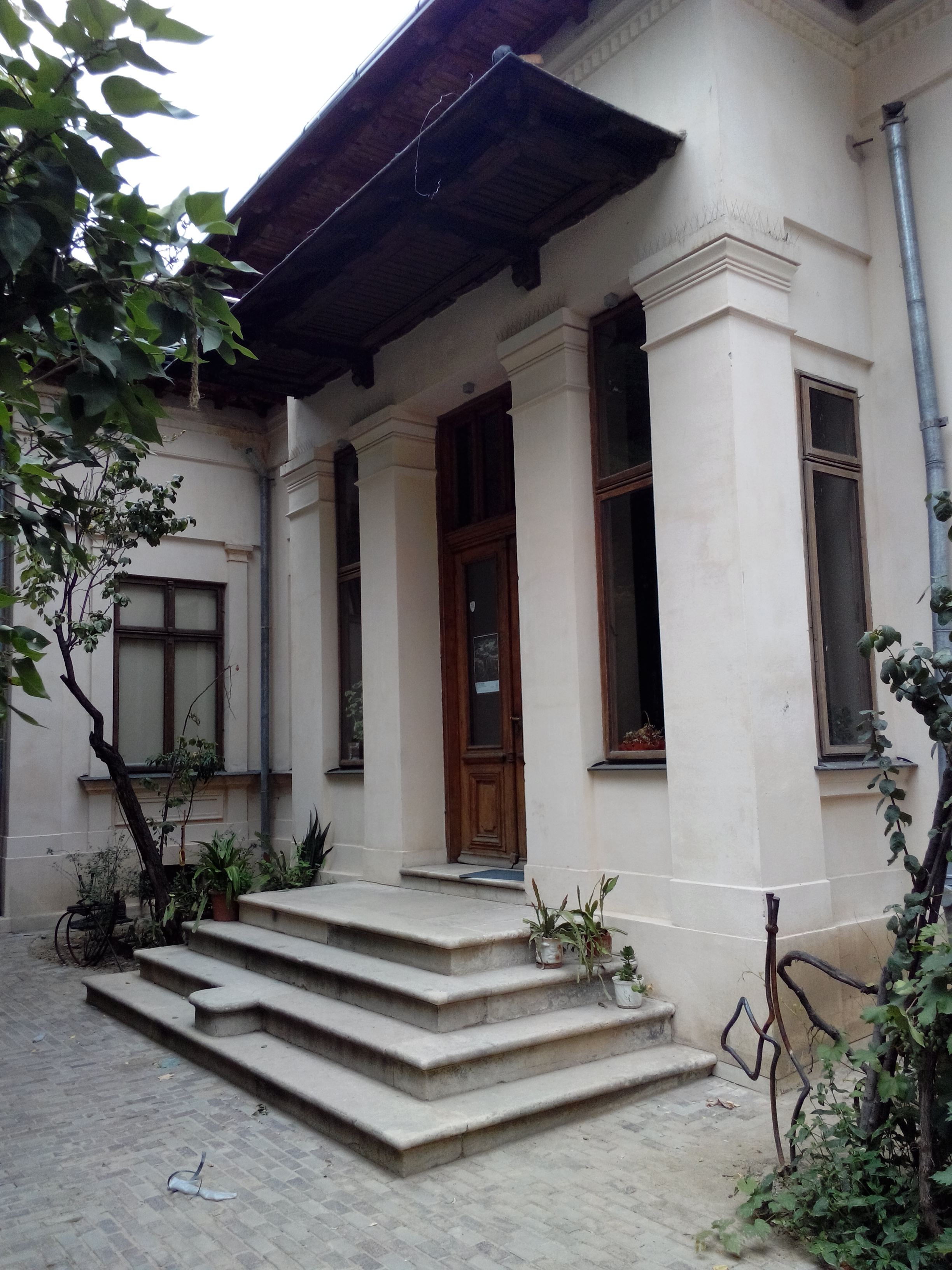
Sediul

Ordinul Arhitecților din România este o organizație profesională, cu personalitate juridică de drept privat, apolitică, de interes public, cu patrimoniu și buget proprii, autonomă și independentă, care are rolul de reprezenta și ocroti, la nivel național și internațional interesele profesiei de arhitect.
Ordinul Arhitecților din România s-a înființat în iunie 2001, în baza Legii 184 din 2001, privind organizarea și exercitarea profesiei de arhitect. La înființare, Ordinul Arhitecților din România avea circa 2700 de membri cu drept de semnătură.
Ordinul Arhitecților din România are sediul central în municipiul București și este organizat cu filiale în teritoriu. Activitatea lui se finanțează din taxe de înscriere, cotizații anuale ale membrilor, fonduri rezultate din manifestări culturale, știintifice, economice și drepturi editoriale specifice pe care le desfășoară, precum și din donații legale, sponsorizări sau alte surse, în condițiile legii. Din Ordinul Arhitecților din România fac parte toți arhitecții cu drept de semnătură, stagiarii și toți ceilalti membri purtători ai titlului de arhitect, la cererea acestora.

## Atribuții

Harta filialelor

Ordinul Arhitecților din România are următoarele atribuții:

a) protejează și promovează calitatea produsului de arhitectură și urbanism;
b) urmărește exercitarea competentă și calificată a profesiei în respectul codului deontologic al acesteia; 
c) propune reglementări legislative și normative specifice, în vederea promovării lor; 
d) reprezintă interesele membrilor săi în fața autorităților publice și administrative, precum și în organismele profesionale internaționale; 
e) atestă arhitecților dreptul de semnatură și gestioneaza Tabloul Național al Arhitecților. Atribuția Ordinului Arhitecților din România privind acordarea dreptului de semnătură nu poate fi exercitată de nici o altă instituție sau asociație profesională.

## Conducerea
În perioada 30 iunie – 1 iulie 2018 au avut loc alegerile pentru noua conducere a Ordinului Arhitecților din România pentru următorii 4 ani Arhivat în 9 august 2019, la Wayback Machine..
Din 1 iulie 2018, președinte al Ordinului Arhitecților din România este arhitectul Alexandru Găvozdea.